# أبو رويش
قرية أبو رويش هي إحدى القرى التابعة لمركز العياط في محافظة الجيزة في جمهورية مصر العربية. حسب إحصاءات سنة 2006، بلغ إجمالي السكان في أبو رويش 10250 نسمة، منهم 5325 رجلا و4925 امرأة.